# カルボキシル化
カルボキシル化（カルボキシルか、Carboxylation）は、基質にカルボン酸を導入する化学反応である。逆の反応は脱炭酸反応である。

## 有機化学のカルボキシル化
有機化学では多くの異なるカルボキシル化のプロトコルが存在する。一番一般的なのは求核剤（グリニャール試薬）とドライアイスまたはギ酸によるカルボキシル化である。

## 生化学のカルボキシル化
生化学でのカルボキシル化は、タンパク質のグルタミン酸残基への翻訳後修飾である。これは凝固・線溶系カスケードの第II因子、第VII因子、第IX因子、プロテインC、プロテインS、また、いくつかの骨形成タンパク質で起こる。この修飾は、これらのタンパク質が機能するのに必要である。カルボキシル化は肝臓では、γ-グルタミルカルボキシラーゼによって行われる。
カルボキシラーゼは、補助因子としてビタミンKを必要として、前進的な方法で反応を行う。γ-グルタミルカルボキシラーゼはその活動に必須であるカルシウムを結びつける。例えば、プロトロンビンでは、カルシウムと結合することにより血小板の細胞膜とタンパク質が結合する（損傷後、プロトロンビンがトロンビンへ活性化される）。